# Madame La Victoire
Michelle Christine Bulle plus connue sous le nom de Madame la Victoire, née en 1724 à Périgueux et morte en le 12 février 1793 à Grand Port, est une chasseuse d'esclaves française de l'Isle de France, actuelle île Maurice.

## Biographie
Michelle Christine Bulle est née en 1724 à Périgueux, d'un père sergent dans les troupes de la Compagnie des Indes. Sa vie est décrite par l'historien mauricien Amédée Nagapen. Elle suit ses parents et se trouve déjà sur l'Isle de France en 1727 et navigue en diverses contrées jusqu'à son mariage. En novembre 1731, elle est violée par le soldat Bellamy.
Encore adolescente, son père quitte le métier des armes pour s’installer comme colon au Grand Port. Le 7 janvier 1739 , alors qu'elle n'a pas encore quinze ans, elle se marie avec un autre colon, Joseph Le Masson, dit La Victoire, riche propriétaire d'une plantation esclavagiste : elle est alors connue comme « Madame La Victoire ». Avec le concours de ses deux fils, elle entraîne une bonne douzaine de ses esclaves, elle se lance dans la traque des esclaves en fuite. Sa réussite dans cet exercice fait que le gouverneur Desroches lui assigne cent livres de récompense par tête de noir tué et cent cinquante pour ceux qu’elle emmènerait vivants au port.
En mars 1775, Louis XVI n’étant pas encore roi, lui alloue une pension de 600 livres pour « son zèle et sa fermeté ». L’écrivain Bernardin de Saint-Pierre décrit sa rencontre dans ses écrits.
Elle divorce le 17 décembre 1761 et s'installe avec ses trois filles à l'anse aux Mangliers, avant d'épouser en secondes noces Jean-François Villard le 5 février 1777 à Port Louis. Elle meurt  le 12 février 1793 à Grand Port et est inhumée le lendemain à Port-Louis.
Dans le film de Simon Moutaïrou Ni chaînes ni maîtres, sorti en 2024, Madame la Victoire est incarnée par l'actrice Camille Cottin.